# Harald (forhistoriske konger)
 For alternative betydninger, se Harald. (Se også artikler, som begynder med Harald)
Der er mindst to-tre Harald'er i den tidlige vikingetid og to-tre mere i den sene vikingetid (Harald Blåtand & Harald 2. + muligvis yderligere én Harald i begyndelsen af det 10. århundrede).
- Harald, som må have regeret i 700-tallet. Han nævnes for år 754 som "Daniae Regi Heraldi", da friserkongen Radbod 2. må flygte til "danernes land".[1] Han var bedstefar (latin: nepos) eller onkel (eller blot slægtning) til Harald Klak, Reginfred og Anulo. Måske den samme som sagnkongen Harald 1. Hildetand.
- Harald Klak
- En af Lodbrogsønnerne hed Harald.[kilde mangler]